# はてなをさがそう
『はてなをさがそう』は、NHK教育テレビジョンで1990年4月2日から1996年3月11日まで放送されていた小学校4年生向けの学校放送（教科：理科）である。

## 概要
長らく、NHKの小学校向け理科番組は「理科教室 小学校X年生」のタイトルで全学年が統一されていた。1989年（平成元年）に小学校学習指導要領の改訂が告示され、1992年（平成4年）の完全施行までの移行期間に入った。この改訂では、1・2年生で生活科の新設と理科・社会科の廃止が実施され、理科は全学年の単元が組み直されることになった。
4年生の例としては、化学分野「水溶液」の溶解実験や地学分野の天文学単元「太陽と月」の観察などが5年生に移行された。水溶液の溶質を扱わなくなった関係で長らく計量に用いられてきた上皿天秤の操作も返上されている。植物の成長観察も長らく親しまれたジャガイモを中心とする栄養生殖植物のくくりがなくなり、3年生でよく採用されていたヘチマなど種子生殖の植物も許容されるようになった。この措置は植物から澱粉の析出観察を困難にしたことから、顕微鏡の操作技能を5年生に先送りする結果となっている。逆に、6年生の単元であった物理分野の「温度と物体の体積・質量」の関係が4年生に降りてきて、指導要領には明示されていないが、アルコールランプの操作技能は4年生に据え置かれた。また、3年生が中心に観察してきた生物分野の日間・年間の生態が4年生に上がり、対象も哺乳類・鳥類・ヒトに拡大された。また、新たに電源装置の一つに光電池が採用された。さらに、6年生で一括していた生物分野の人体単元が全学年に分散配置されることとなり、4年生では循環器と恒常性を分担することになった。
このような理科単元の全面改訂を受けて、NHKでは指導要領完全実施の1992年度に向けて、理科番組も全面改訂し、全学年「はてな」の語を含むタイトルに変更することになる。低学年理科の廃止が直接影響する3年生向けは、一足先の1989年より「しぜんだいすき」をスタートし、4年生以上は1年遅れの1990年より、4年生向け「はてなをさがそう」、5年生向け「はてなにタックル」、6年生向け「はてな・サイエンス」を一斉に開始した。これらの新番組は指導要領移行期間に備え、番組内容を変更し、年次ごとに新単元に差し替えていくことになった。新単元差し替えは1992年度の完全実施までに完了し、以後の変更は単元順の入れ替えや出演者・キャラクターの交代に伴う差し替えが中心となっている。なお、3年生も移行期間中の1991年度より「はてなでスタート」を開始し、全学年が「はてな」に揃った。しかし、早くも1995年度に高学年向けが「わくわくサイエンス」・「しらべてサイエンス」に改題し、中学年も翌1996年度に「ふしぎのたまご」・「ふしぎコロンブス」に改題して「はてな」シリーズは終了した。

## 放送時間
いずれも日本標準時、別の時間帯での再放送あり。
| 期間                         | 放送時間             |
| ---------------------------- | -------------------- |
| 1990年4月2日 - 1992年3月16日 | 月曜日 11:00 - 11:15 |
| 1992年4月6日 - 1996年3月11日 | 月曜日 10:45 - 11:00 |

## キャスト
カズさん
演 - 安藤一人（1990年度 - 1995年度）
「はてなたんけん隊」の隊長。
ていちゃん
演 - 高橋てい（1994年度 - 1995年度）
マッキー
声 - 松島みのり（1990年度 - 1995年度）
「ロボットの国」から派遣された黄色のロボット。

## 放送日程
NHK提供「NHKクロニクル」にて放送日程が明示してある当番組の放送日程6年分を示す。

### 移行期間中の日程
内容差し替えの変遷を明確化するために、最後の放送単元を斜体、最初の放送単元を太字で示す。
| 1990年度 | タイトル               | 1991年度 | タイトル                | 1992年度 | タイトル                          |
| -------- | ---------------------- | -------- | ----------------------- | -------- | --------------------------------- |
| 4月2日   | モンシロチョウのよう虫 | 4月8日   | モンシロチョウのよう虫  | 4月6日   | 野山を歩こう 春の植物             |
| 4月16日  | モンシロチョウの育ち方 | 4月22日  | モンシロチョウの育ち方  | 4月20日  | 虫をみつけよう 春のこん虫         |
| 4月23日  | ジャガイモの芽ばえ     | 5月9日   | ジャガイモのめばえ      | 4月27日  | ヘチマのたねまき 植物の発芽       |
| 5月7日   | 芽のでかた             | 5月13日  | 雨水の流れ              | 5月6日   | まめ電球とかん電池                |
| 5月14日  | 雨水の流れ             | 5月20日  | 川の水のはたらき        | 5月11日  | かん電池のはたらき                |
| 5月21日  | 川の水のはたらき       | 5月27日  | 川原の石の旅            | 5月18日  | 光電池とモーター                  |
| 5月28日  | 川原の石の旅           | 6月3日   | 流れる水の力            | 5月25日  | ツバメがやってきた 鳥のくらし     |
| 6月11日  | 虫と植物               | 6月10日  | 鳥のくらし ひなを育てる | 6月1日   | 雨水の流れ                        |
| 6月4日   | 流れる水の力           | 6月17日  | 虫と植物                | 6月8日   | 川をあるこう1 川原とがけ          |
| 6月18日  | 虫を育てよう           | 6月24日  | 虫を育てよう            | 6月15日  | 川をあるこう2 川原の石の旅        |
| 6月25日  | 虫のからだ             | 7月1日   | 虫のからだ              | 6月22日  | 川をあるこう3 流れる水のはたらき  |
| 7月2日   | 植物の1日              | 7月8日   | 植物の1日               | 6月29日  | ヘチマが大きくなった 植物の成長   |
| 7月9日   | こん虫の1日            | 7月15日  | 植物の成長              | 7月6日   | 自由研究をしよう1                 |
| 8月27日  | 水にすむこん虫         | 8月26日  | こん虫の1日             | 8月31日  | 植物の一日                        |
| 9月10日  | てんびんづくり         | 9月9日   | 人と動物の1日           | 9月14日  | こん虫の一日                      |
| 9月17日  | 物の重さと体積         | 9月23日  | 運動とみゃくはく        | 9月21日  | 動物の一日                        |
| 10月1日  | 太陽の通り道           | 9月30日  | 光電池とモーター        | 10月5日  | みゃくをはかろう 運動とみゃくはく |
| 10月8日  | 太陽と月のようす       | 10月7日  | まめ電球とかん電池      | 10月12日 | 重さくらべ1 てんびんづくり        |
| 10月15日 | 月の形                 | 10月14日 | かん電池のはたらき      | 10月19日 | 重さくらべ2 重さと体積            |
| 10月22日 | 月の動き               | 10月21日 | こん虫の一生            | 10月26日 | 重さくらべ3 物のうきしずみ        |
| 10月29日 | こん虫の一生           | 10月28日 | てんびんづくり          | 11月2日  | バッタをつろう 秋のこん虫         |
| 11月5日  | 水にとけるもの         | 11月11日 | 物の重さと体積          | 11月9日  | ヘチマのたねとり 冬をむかえる植物 |
| 11月15日 | ほうさんのとけ方       | 11月18日 | 水と空気のあたたまり方  | 11月16日 | あたためてみよう1 金属            |
| 11月19日 | 金属のあたたまり方     | 11月25日 | 金属のあたたまり方      | 11月25日 | あたためてみよう2 水と空気        |
| 11月26日 | 水のあたたまり方       | 12月2日  | 温度と体積              | 11月30日 | 熱気球をとばせ 温度と体積         |
| 12月3日  | 空気のあたたまり方     | 12月9日  | 熱気球がとんだ          | 12月7日  | 自由研究をしよう2                 |
| 12月10日 | 冬とこん虫             |          |                         |          |                                   |
| 1月7日   | 冬と植物               | 1月6日   | 冬と植物                | 1月11日  | わたり鳥をみつけよう 鳥のくらし   |
|          |                        | 1月13日  | 冬と動物                | 1月18日  | 虫の冬ごし                        |
| 1月14日  | 水と氷                 | 1月20日  | 冬とこん虫              | 1月25日  | 冬の動物たち                      |
| 1月21日  | 水と水じょう気         | 1月27日  | 水と氷                  | 2月1日   | 水のへんしん1 氷                  |
| 1月28日  | 水じょう気のゆくえ     | 2月3日   | 水と水じょう気          | 2月8日   | 水のへんしん2 水じょうき          |
| 2月4日   | 光電池とモーター       | 2月10日  | 水じょう気のゆくえ      | 2月15日  | 水のへんしん3 雲と雨              |
| 2月18日  | まめ電球とかん電池     | 2月17日  | 雪                      | 2月22日  | 水のへんしん4 しもと雪            |
| 2月25日  | かん電池のはたらき     | 2月24日  | 鳥のくらし 冬のころ     | 3月1日   | 春をまつ植物                      |
| 3月4日   | 動きはじめたこん虫     | 3月2日   | 動きはじめたこん虫      | 3月8日   | 動きはじめたこん虫                |

### 移行完了後の日程
上記のとおり、単元順の差し替えと「ていちゃん」途中参入にともなう新録で終始している。
| 1993年度 | タイトル                           | 1994年度 | タイトル                       | 1995年度 | タイトル                       |
| -------- | ---------------------------------- | -------- | ------------------------------ | -------- | ------------------------------ |
| 4月5日   | 海辺をあるこう 春のいきもの        | 4月4日   | 海辺をあるこう1 いそのいきもの | 4月10日  | 野山を歩こう1 春のおとずれ     |
| 4月19日  | 野山をあるこう1 春の植物           | 4月18日  | ヘチマを育てよう1 植物の発芽   | 4月17日  | ヘチマを育てよう1 植物の発芽   |
| 4月26日  | ヘチマを育てよう1 植物の発芽       | 4月25日  | まめ電球とかん電池             | 4月24日  | まめ電球とかん電池             |
| 5月10日  | 光電池とモーター                   | 5月2日   | かん電池のはたらき             | 5月1日   | かん電池のはたらき             |
| 5月17日  | まめ電球とかん電池                 | 5月9日   | 光電池とモーター               | 5月15日  | 光電池とモーター               |
| 5月24日  | かん電池のはたらき                 | 5月16日  | 動物の1日                      | 5月22日  | 動物の一日                     |
| 5月31日  | 野山をあるこう2 若葉のころ         | 5月23日  | こん虫の1日                    | 5月29日  | こん虫の一日                   |
| 6月7日   | ツバメがやってきた 鳥のくらし      | 5月30日  | 植物の1日                      | 6月1日   | 植物の一日                     |
| 6月14日  | みゃくをはかろう 運動とみゃくはく  | 6月6日   | ツバメがやってきた 鳥のくらし  | 6月12日  | ツバメがやってきた             |
| 6月21日  | 重さくらべ1 てんびんづくり         | 6月13日  | 重さくらべ1 てんびんづくり     | 6月19日  | 重さくらべ1 てんびんづくり     |
| 6月28日  | 重さくらべ2 重さと体積             | 6月20日  | 重さくらべ2 重さと体積         | 6月26日  | 重さくらべ2 重さと体積         |
| 7月5日   | 重さくらべ3 物のうきしずみ         | 6月27日  | ヘチマを育てよう2 葉と茎の成長 | 7月2日   | ヘチマを育てよう2 葉と茎の成長 |
| 7月12日  | ヘチマを育てよう2 葉と茎の成長     | 7月4日   | 海辺をあるこう2 干潟のカニ     | 7月10日  | 自由研究をしよう               |
| 8月30日  | ヘチマを育てよう3 花と実           | 8月29日  | ヘチマを育てよう3              | 8月28日  | 野山を歩こう2 夏               |
| 9月13日  | こん虫の1日                        | 9月12日  | 川を歩こう1                    | 9月11日  | ヘチマを育てよう3 花と実       |
| 9月20日  | 動物の1日                          | 9月19日  | 川を歩こう2                    | 9月25日  | 川を歩こう1 川原とがけ         |
| 9月27日  | 川をあるこう1 川原とがけ           | 9月26日  | 川を歩こう3                    | 10月9日  | 川を歩こう3 流れる水の働き     |
| 10月4日  | 川をあるこう2 石の旅               | 10月3日  | みゃくをはかろう               | 10月16日 | 野山を歩こう3 秋               |
| 10月18日 | 川をあるこう3 流れる水のはたらき   | 10月17日 | あたためてみよう1              | 10月23日 | みゃくをはかろう 運動と脈はく  |
| 10月25日 | こん虫をみつけよう 秋の虫          | 10月24日 | あたためてみよう2              | 11月6日  | ヘチマを育てよう4 たねができた |
| 11月1日  | ヘチマを育てよう4 たねができた     | 10月31日 | あたためてみよう3              | 11月13日 | たねをさがそう                 |
| 11月8日  | あたためてみよう1 金属             | 11月7日  | 昆虫をみつけよう               | 11月20日 | あたためてみよう1 金属         |
| 11月15日 | あたためてみよう2 水と空気         | 11月14日 | ヘチマを育てよう4              | 11月20日 | あたためてみよう2 水と空気     |
| 11月22日 | あたためてみよう3 温度と体積       | 11月21日 | 野山を歩こう1                  | 11月27日 | あたためてみよう2 水と空気     |
| 11月29日 | 野山をあるこう3 落葉のころ         | 11月28日 | 落ち葉のゆくえ                 | 12月4日  | あたためてみよう3 温度と体積   |
| 12月6日  | 自由研究をしよう                   | 12月5日  | 動物の冬じたく                 | 12月11日 | 森の冬じたく 冬の草木          |
| 1月10日  | 熱気球をとばせ                     | 1月9日   | 熱気球をとばそう               | 1月8日   | 落ち葉のゆくえ                 |
| 1月17日  | 虫の冬越し                         | 1月20日  | 野山を歩こう2                  | 1月22日  | 動物の冬ごし                   |
| 1月24日  | 野山をあるこう4 冬の植物           | 1月23日  | 野山を歩こう3                  | 1月29日  | 野山を歩こう4 冬               |
| 1月31日  | わたり鳥をみつけよう 冬の鳥        | 1月30日  | わたり鳥をみつけよう           | 2月5日   | 渡り鳥をみつけよう 冬の鳥      |
| 2月7日   | 水のへんしん1 氷                   | 2月6日   | 水のへんしん1                  | 2月16日  | 水のへんしん1 氷               |
| 2月14日  | 水のへんしん2 水じょう気           | 2月13日  | 水のへんしん2                  | 2月19日  | 水のへんしん2 水じょうき       |
| 2月21日  | 水のへんしん3 雲と雨               | 2月20日  | 水のへんしん3                  | 2月26日  | 水のへんしん3 雲と雪           |
| 2月28日  | 水のへんしん4 しもと雪             | 2月27日  | おもしろ大実験                 | 3月4日   | おもしろ大実験                 |
| 3月7日   | 野山をあるこう5 動きはじめたこん虫 | 3月6日   | はてなにチャレンジ             | 3月11日  | はてなにチャレンジ             |

## スタッフ
- 音楽 - 小寺久美子